# Haubourdin
Haubourdin è un comune francese di 14 508 abitanti situato nel dipartimento del Nord nella regione dell'Alta Francia.
Fa parte dell'area metropolitana di Lilla.
Qua nacque l'architetto Louis Marie Cordonnier. 

## Società

### Evoluzione demografica
Abitanti censiti